# IF Gnistan
IF Gnistan är en fotbollsklubb från Åggelby i Helsingfors. Klubben grundades 1924. 
Herrarnas representationslaget spelar säsongen 2024 i Tipsligan (fi. Veikkausliiga). Damlaget spelar i Trean.  Föreningen har också juniorlag på både pojk- och flick-sidan. En del juniorlag spelar också futsal.
Klubbens hemmaplan är Mustapekka Areena i Åggelby.

## Placering senaste säsonger
| Säsong | Nivå | Liga          | Placering | Referens | Notering |
| ------ | ---- | ------------- | --------- | -------- | -------- |
| 2020   | 2    | Ykkönen       | 9         | [ 2 ]    |          |
| 2021   | 2    | Ykkönen       | 6         | [ 3 ]    |          |
| 2022   | 2    | Ykkönen       | 7         | [ 4 ]    |          |
| 2023   | 2    | Ykkönen       | 2         | [ 5 ]    |          |
| 2024   | 1    | Veikkausliiga | 8         | [ 6 ]    |          |